# أر تي إل 9
أر تي إل 9 (بالفرنسية: RTL9)‏ هي قناة تلفزيونية فرنسية لوكسمبورغية انطلقت في تاريخ 23 يناير 1955 وهي موجهة للمشاهدين في فرنسا وبلجيكا وسويسرا وفرانكفونية.